# Mecidiyeköy
Mecidiyeköy est un quartier de Şişli, un district d'Istanbul (Turquie). C'est un important quartier d'affaires d'Istanbul. Il est situé près des quartiers Fulya, Kuştepe, Gültepe, Esentepe, et Gülbahar. Selon les données démographiques de 2008, la population du quartier est de 20 331 habitants.
Le nom du quartier vient du sultan Ottoman Abdülmecid I et a été nommé ainsi lorsque le quartier est passé sous ses ordres, durant son règne.

## Sites et monuments
- Ali Sami Yen Stadium
- Mecidiyekoy Liqueur and Cognac Factory, œuvre de l'architecte français Robert Mallet-Stevens, transformée en 2017 en galerie d'art contemporain Pilevneli, sa restauration ayant été assurée par l'architecte Emre Arolat.
- Profilo Shopping Center